# Poa mustangensis
Poa mustangensis là một loài thực vật có hoa trong họ Hòa thảo. Loài này được Rajbh. miêu tả khoa học đầu tiên năm 1988.